# جون سيلبي
جون سيلبي (بالإنجليزية: John Selby)‏ هو عالم نفس ومدرس ومؤلف أمريكي، ولد في 28 ديسمبر 1945 في الولايات المتحدة.